# TBV Lemgo
TBV Lemgo  er en håndboldklub, der kommer fra Lemgo i Tyskland. Klubben spiller for tiden i Bundesligaen. Fra 1911 til 1942 var klubbens navn Ballsportverein Lemgo 1911.

## Meritter
- Tysk mester: 2
  - 1997, 2003

- Tysk pokalmester: 3
  - 1995, 1997, 2002

- Vinder af Cup Winners' Cup: 1
  - 1996

- Vinder af EHF Cup'en: 1
  - 2006

## Holdet i sæsonen 2008/09
| Nr. | Nationality | Name              |
| --- | ----------- | ----------------- |
| 1   | Tyskland    | Carsten Lichtlein |
| 2   | Tyskland    | Michael Kraus     |
| 7   | Tyskland    | Sebastian Preiß   |
| 8   | Tyskland    | Jens Bechtloff    |
| 12  | Tyskland    | Jörg Zereike      |
| 13  | Tyskland    | Malte Schröder    |
| 14  | Holland     | Mark Schmetz      |
| 15  | Tyskland    | Florian Kehrmann  |
| 16  | Tjekkiet    | Martin Galia      |
| 18  | Ungarn      | Tamas Mocsai      |
| 19  | Tyskland    | Martin Strobel    |
| 20  | Tyskland    | Rolf Hermann      |
| 21  | Tyskland    | Lars Kaufmann     |
| 22  | Island      | Vignir Svavarsson |
| 39  | Island      | Logi Geirsson     |
| 77  | Tjekkiet    | Daniel Kubes      |